# 伊藤彬
伊藤 彬（いとう あきら、1939年12月7日 - 2025年1月12日）は、日本の政治家。元北上市長（3期）。

## 来歴
岩手県北上市出身。岩手県立黒沢尻北高等学校、武蔵大学経済学部卒業。卒業後は東芝ビジネスマシンに入社する。
その後、帰郷し、北上市教育委員、同委員長に就任。ほか北上市で不動産会社を経営し、北上商工会議所会頭などを務める。
1999年の北上市長選挙で初当選。2003年と2007年の選挙で再選。2011年に退任した。
岩手県立黒沢尻北高等学校同窓会会長、職業訓練法人北上情報処理学園理事長、岩手県済生会支部長、北上さくらの会会長などを務めた。2012年に旭日小綬章を受章。
2025年1月12日、急性大動脈解離のため北上市内の病院で死去。85歳没。